# Ruta Nacional 123 (Argentina)
La Ruta Nacional 123 es una carretera argentina, que se encuentra en el centro-sur de la Provincia de Corrientes. En su recorrido de 214 kilómetros asfaltados une la Ruta Provincial 27 (cerca del Río Paraná) con la Ruta Nacional 14 en el km 505, cerca de la ciudad de Paso de los Libres, que se encuentra junto al río Uruguay.

## Localidades
Las ciudades y pueblos por los que pasa esta ruta de oeste a este son las siguientes (los pueblos con menos de 5000 habitantes figuran en itálica).

### Provincia de Corrientes
Recorrido: 214 km (kilómetro 0 a 214).
- Departamento Bella Vista: No hay poblaciones.

- Departamento San Roque: Nueve de Julio (km 20) y Chavarría (km 49).

- Departamento Mercedes: Felipe Yofre (km 81) y Mercedes (km 107).

- Departamento Paso de los Libres: No hay poblaciones.

## Historia
Este camino fue construido por la Provincia de Corrientes como Ruta Provincial 23. El Decreto Provincial 2018 del año 1972 publicado en el Boletín Oficial el 4 de octubre de 1972 le impuso el nombre de Ruta General Joaquín Madariaga.
El 30 de mayo de 1974 la Dirección Nacional de Vialidad y su par correntina convinieron el traspaso del camino a jurisdicción nacional, cambiando su nombre a Ruta Nacional 123.

## Traza antigua
Hasta la década de 1970, la Ruta Nacional 123 era una carretera de tierra de 35 km de extensión entre las localidades correntinas de Esquina y Pueblo Libertador.